# Карлсбадские указы

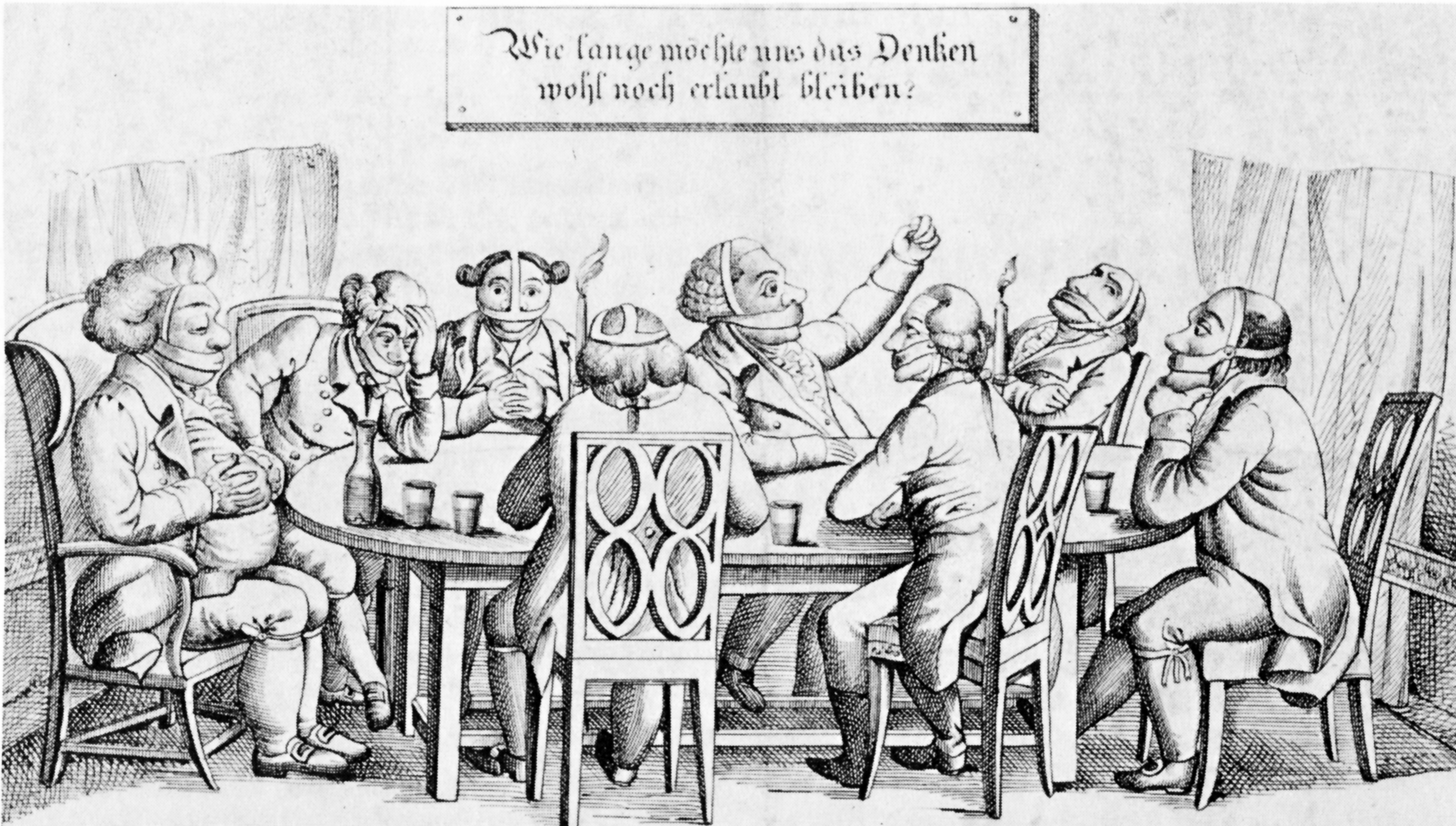
Карикатура 1829 года в швейцарской прессе

Карлсбадские указы — серия реакционных указов, введённых в государствах Германского союза по решению Бундестага 20 сентября 1819 года после конференции в курортном городе Карлсбад (ныне Карловы Вары, Чехия).
Указы запрещали деятельность националистических братств (нем. Burschenschaften), предписывали уволить всех либерально настроенных профессоров университетов и усиливали цензуру прессы.

## Обстоятельства принятия указов
23 марта 1819 года в Мангейме студент Карл Занд, состоявший в либеральном студенческом братстве, убил консервативного писателя Августа фон Коцебу, за что был приговорён к смертной казни и казнён в 1820 году, а 1 июля 1819 года было совершено покушение на президента Нассау Карла фон Ибелла. В этой ситуации министр иностранных дел Австрийской империи Меттерних, опасавшийся революционных настроений в университетах, в сентябре 1819 года созвал заседание Бундестага в Карслсбаде, на котором добился принятия указов.

## Последствия указов
Карлсбадские указы имели последствия не только для государств-членов Германского союза, но и для академического сообщества этих государств, которое пользовалось автономией на протяжении столетий. Важной чертой указов было то, что власти Германского союза трактовали либеральные и националистические идеи как призыв к мятежу и преследовали тех, кто распространял эти идеи, особенно это было характерно для Пруссии.
В последний раз преследование было возобновлено после Хамбахского праздника 1832 года. Только благодаря революции 1848 года Карлсбадские указы были аннулированы Бундестагом 2 апреля 1848 года.